# Eduardo Favario
Eduardo Favario (Rosario, 1939-Argentina, 1975) fue un pintor, grabador, dibujante y político argentino. 
Se unió al grupo de artistas de vanguardia que en 1968 realizó en Rosario el ciclo de arte experimental y posteriormente el Tucumán Arde. Abandonó el arte para dedicarse a la militancia política afiliándose al Partido Revolucionario de los Trabajadores y en 1975 fue muerto cuando se encontraba en un entrenamiento militar.